# Abhisit Vejjajiva

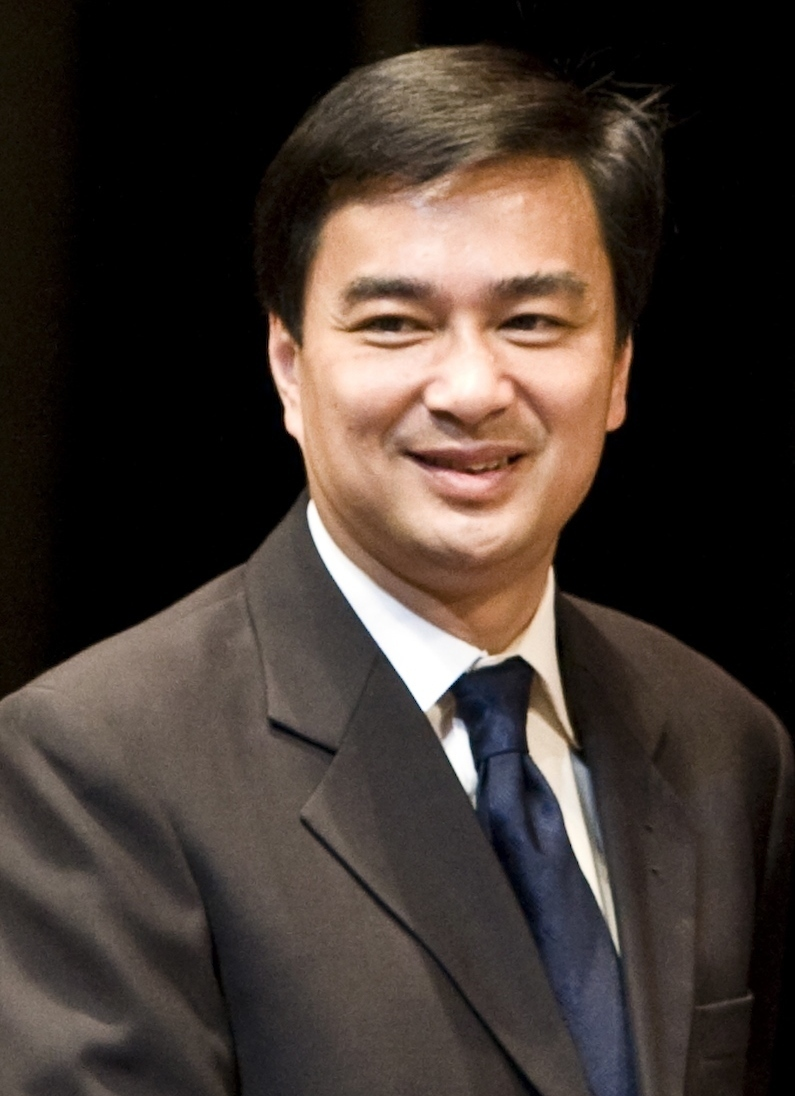
Abhisit Vejjajiva, 2009.

Abhisit Vejjajiva (thai: อภิสิทธิ์ เวชชาชีวะ, IPA: [apʰisit wetɕʰatɕʰiwa]), född 3 augusti 1964 i Newcastle-upon-Tyne, Storbritannien, är en thailändsk politiker och var Thailands premiärminister mellan den 17 december 2008 och den 5 augusti 2011. Han har studerat vid elitskolan Eton och vid Oxfords universitet. 
1995 valdes han in i det thailändska parlamentet. I februari 2005 utsågs Abhisit till partiledare för Demokratiska partiet och den 15 december 2008 valdes han till Thailands tredje premiärminister på lika många månader, efter en tid av politisk oro i landet. Efter omröstningen protesterade anhängare till den tidigare regeringen utanför parlamentsbyggnaden. Demonstranterna ser Abhisit som en marionett för den mäktiga militären, som ofta lagt sig i landets politik både före och efter att man 2006 tvingade bort Thaksin Shinawatra från premiärministerposten.
Abhisit har antytt att han vill öka regeringens utgifter och se över de statliga bidragen till landets regioner.